# Orthogeomys matagalpae
Orthogeomys matagalpae är en däggdjursart som först beskrevs av J. A. Allen 1910.  Orthogeomys matagalpae ingår i släktet Orthogeomys och familjen kindpåsråttor. IUCN kategoriserar arten globalt som livskraftig. Inga underarter finns listade i Catalogue of Life.
Arten förekommer i centrala Nicaragua i området kring vulkanen Mombacho. Den vistas i låglandet och på berget upp till 1000 meter över havet.